# قلب بغداد
قلب بغداد (انگلیسی: Baghdad Central) یک مجموعه تلویزیونی جنایی بریتانیایی است که نخستین بار در سال ۲۰۲۰ به نمایش درآمد. این مجموعه تلویزیونی توسط آلیس تروتون با اقتباس از رمان الیوت کولا (پژوهشگر آمریکایی امور خاورمیانه) که در سال ۲۰۱۴ انتشار یافت، ساخته شد. فیلمنامه این سریال را استیون بوچارد بر پایه رمان نوشته و کیت هاروود تهیه‌کننده اجرایی است.
مجموعه تلویزیونی قلب بغداد با دوبله فارسی از شبکه تلویزیونی بی‌بی‌سی فارسی پخش شده است.

## داستان
داستان مجموعه تلویزیونی قلب بغداد در عراق در سال ۲۰۰۳ و اندکی پس از سرنگونی صدام حسین می‌گذرد. یک بازرس سابق پلیس عراق با نام محسن الخفاجی (ولید زعیتر) تلاش دارد دختر گمشده خود، سوسن (لیم لوبانی) را پیدا کند. محسن به اشتباه توسط نیروهای آمریکایی دستگیر و شکنجه می‌شود، اما پس از آن توسط یک پلیس سابق بریتانیایی، فرانک تمپل (برتی کارول) برای کار به‌عنوان یک افسر پلیس در منطقه سبز بغداد استخدام می‌شود. اما تمپل هدفی دیگر در سر دارد و این موضوع باعث چرخش داستان و رویدادهایی غیرقابل پیش‌بینی می‌شود.

## بازیگران
- ولید زعیتر
- برتی کارول
- کلارا خوری
- لیم لوبانی
- شارلوت اسپنسر
- کوری استول
- نیل مسکل
- میساء عبد الهادی